# Siphona maculipennis
Siphona maculipennis là một loài ruồi trong họ Tachinidae.